# 拉季谢夫
拉季谢夫（羅馬化：Radishchev）是俄罗斯伊尔库茨克州的工人村（市级镇），属下伊利姆斯克区，在区行政中心热列兹诺戈尔斯克-伊利姆斯基西北、州府伊尔库茨克北偏西方。
该地以俄国文学家亚历山大·尼古拉耶维奇·拉季谢夫命名。2021年人口有868人；2010年人口1,140；2002年人口1,310；1989年人口1,395。